# Estação Vystavotchnaia
Vystavotchnaia (em russo:  Выставочная) é uma das estações da linha Filiovskaia (Linha 4) do Metro de Moscovo, na Rússia. Estação «Vystavotchnaia» está localizada entre as estações «Mejdunarodnaia» e «Kievskaia».